# Samuel Kaldén
Samuel Kaldén, född 6 maj 1905 i Visnums-Kils församling, död 21 januari 1987 i Karlstad, var en svensk trädgårdsarkitekt.

## Biografi
Samuel Kaldén var son till komministern i Visnums-Kil, Bernhard Julius Kaldén och dennes hustru Emilia född Cederström, dotter till läkaren Carl Cederström. Han praktiserade i unga år vid handelsträdgårdar i Kristinehamn och Hjälmsäter. Efter korrespondenskurser vid Hermods sökte han sig till Ulvhälls trädgårdsskola i Strängnäs 1929–1930. Han fick tjänst som trädgårdsmästare i C. O. Johanssons handelsträdgård i Filipstad 1931. Därefter sökte han sig till Landbohøjskolen i Köpenhamn, varifrån han fick examen 1934. Efter examen fick han anställning som assistent hos trädgårdsarkitekt J. P. Ander i samma stad. Han flyttade tillbaka till Värmland 1935 och blev assistent hos trädgårdskonsulenten för Värmlands Läns Hushållningssällskap i Karlstad 1935–37. År 1937 startade han egen firma som trädgårdsarkitekt. Kaldén har utformat ett stort antal svenska kyrkogårdar.
Samuel Kaldéns arkiv förvaras av Värmlands museum.